# Kündbare Anleihe
Eine kündbare Anleihe, auch Kündigungsanleihe, ist eine Anleihe, bei der entweder dem Emittenten oder dem Gläubiger das Recht zur Kündigung eingeräumt wird.

## Emittentenkündigungsrecht
Ist die Anleihe mit einem Schuldnerkündigungsrecht ausgestattet, so ist der Emittent berechtigt, die Anleihe vorzeitig zu tilgen; dieses Recht entspricht in wirtschaftlicher Hinsicht einer Kaufoption.
Das Kündigungsrecht wird üblicherweise nur für bestimmte Zeitpunkte – beispielsweise für alle Kupontermine – eingeräumt.

### Kündigungsentscheidung
Die vorzeitige Kündigung der Anleihe ist für den Emittenten dann attraktiv, wenn sich der Emittent günstiger am Markt refinanzieren kann – im Wesentlichen also dann, wenn der Marktzins für die verbleibende Restlaufzeit niedriger als die Anleiherendite ist.

### Duplikation
Dazu werden zwei Anleihen mit demselben Kupon wie die kündbare Anleihe betrachtet.

#### Rendite im schlechtesten Fall
Eine Berechnung der Effektivverzinsung ist aufgrund der Fallunterscheidung nicht möglich. Man behilft sich deshalb mit der Kennzahl Rendite im schlechtesten Fall (englisch yield to worst case).
Zur Ermittlung der Rendite (aus Sicht des Gläubigers) startet man mit der Überlegung, wann der Emittent kündigen würde, wenn er sich heute entscheiden müsste. Voraussetzung der Rechnung ist, dass ein Marktkurs für die kündbare Anleihe bekannt ist. Es werden dann die möglichen Renditen zu allen möglichen Szenarien berechnet und sortiert. Der niedrigste Wert ist die Rendite im schlechtesten Fall.
Dabei lassen sich zur Vereinfachung zwei Fälle unterscheiden. Die Höhe der Rendite bestimmt sich aus zwei Faktoren: 
- Kupon
- Disagio oder Agio, über die Laufzeit verteilt.

Ein Disagio erhöht die Renditen und ein Agio verringert diese. Diese zweite Komponente wird mit steigender Restlaufzeit immer kleiner. Somit entspricht bei einem Disagio (Kurs<100) die Rendite im schlechtesten Fall der Rendite ohne Kündigung und bei einem Agio (Kurs>100) der Rendite bei Kündigung zum nächstmöglichen Termin.
Die Rendite im schlechtesten Fall ist die Effektivverzinsung unter der Annahme einer Kündigung in {\displaystyle T_{i}}:
{\displaystyle y(T-1),y(T_{2}),...,y(T_{n})}: Falls der Kurs der kündbaren Anleihe unter pari liegt {\displaystyle (K<100)}:
{\displaystyle \ y(T-1)>y(T_{2})>...>y(T_{n})}

## Gläubigerkündigungsrecht
Ist die Anleihe mit einem Gläubigerkündigungsrecht ausgestattet, so ist der Gläubiger berechtigt, die Anleihe vorzeitig zu tilgen. Auch solch ein Kündigungsrecht wird üblicherweise nur für bestimmte Zeitpunkte – beispielsweise für alle Kupontermine – eingeräumt.
Der Kurs liegt über dem Recht der beiden Referenzanleihen. Es handelt sich genau um den umgekehrten Fall des Emittentenkündigungsrechtes.

## Duration einer kündbaren Anleihe
Die Duration einer kündbaren Anleihe lässt sich unter Vorgabe von Kündigungswahrscheinlichkeiten berechnen. Im einfachsten Fall, dass nur ein einzelner Kündigungstermin vereinbart ist, kann die Duration als (1-Kündigungswahrscheinlichkeit) * Restlaufzeit berechnet werden.

## Interpretation
Eine zweijährige Kündigungsanleihe, die mit einem Emittentenkündigungsrecht nach einem Jahr ausgestattet ist, lässt sich sowohl als Kuponanleihe mit Verkaufsoption (Put) als auch als eine Kuponanleihe mit Kaufoption (Call) interpretieren.
Das Kündigungsrecht ist:
1. Zum einen das Recht, nach einem Jahr die zugrunde liegende Kuponanleihe zum Basispreis zu kaufen. Dieses Recht short zusammen mit einer zweijährigen Kuponanleihe ergibt die Kündigungsanleihe.
2. Andererseits das Recht nach einem Jahr eine bis t=2 laufende Kuponanleihe zu 100 zu verkaufen. Dies ist eine Verkaufsoption. Dieses Recht short zusammen mit einer einjährigen Kuponanleihe ergibt die Kündigungsanleihe. Wird das Optionsrecht nicht ausgeübt, dann läuft die Kuponanleihe ein Jahr. Bei Ausübung der Verkaufsoption liegt hingegen eine zweijährige Laufzeit vor.